# Artés
Artés è un comune spagnolo di 5 179 abitanti situato nella pianura centrale della Catalogna, nella comarca del Bages, vicino alla città di Manresa. È famoso per il suo vino e il "cava" (spumante). La sua storia è notevole; ci sono testi dall'anno 938 dove Artés è già presente.